# Omkareshwar
Omkareshwar là một thị xã và là một nagar panchayat của quận East Nimar thuộc bang Madhya Pradesh, Ấn Độ.

## Nhân khẩu
Theo điều tra dân số năm 2001 của Ấn Độ, Omkareshwar có dân số 6616 người. Phái nam chiếm 54% tổng số dân và phái nữ chiếm 46%. Omkareshwar có tỷ lệ 52% biết đọc biết viết, thấp hơn tỷ lệ trung bình toàn quốc là 59,5%: tỷ lệ cho phái nam là 63%, và tỷ lệ cho phái nữ là 39%. Tại Omkareshwar, 17% dân số nhỏ hơn 6 tuổi.